# 箕面ブリュワリー
箕面ブリュワリー（みのおブリュワリー）は、大阪府箕面市に所在する株式会社箕面ビールの地ビール醸造所。醸造しているビールは箕面ビールというブランド名であり、「ワールド・ビア・アワード」で世界1位の受賞経験も持つ。
立ち上げ当初は濃縮麦汁を輸入していたが、2002年からは麦芽から作るようになった。

## ビールの一覧

### レギュラービール
ヴァイツェン
白ビールスタイルのビール。
恋恋ビール
スタウトスタイルのビール。
心友ビール
ピルスナースタイルのビール。
ペールエール
ペールエールスタイルのビール。
恋ビール
ダークラガースタイルのビール。
ヘンプハイ
原料に大麻の種子を用いたラガービール。
ガンジャハイ
原料に大麻の種子を用いたビール。
ウコン華ビール
ウコンを用いたビール。日本の酒税法上は発泡酒に分類される。

### 特別醸造のビール
ダブルIPA
ダブルIPAスタイルのビール。
コーヒースタウト
スタウトスタイルのビール。

## A.J.I.ビア直営店
直営店では箕面ブリュワリーのビールを販売している。

## 株式会社箕面ビール
1996年に大阪府吹田市にて酒屋を経営していた大下香緒里の父がビール作りを宣言し、箕面市牧落に工場を設立してビールの製造を開始した（設立当時の工場の会社名はエイ・ジェイ・アイ・ビア有限会社）。大下も東大阪大学短期大学部に在学中の身で同工場を手伝い、1998年にはその工場長を任されるが、地ビールブームの下火による経営難から持ち直した2012年には父が急逝し、その後を継いで社長に就任する。父の遺した人脈にも支えられながら、2014年には株式会社箕面ビールを設立してその社長に就任した。